# Лонерштат
Лонерштат (њем. Lonnerstadt) град је у њемачкој савезној држави Баварска. Једно је од 25 општинских средишта округа Ерланген-Хехштат. Према процјени из 2010. у граду је живјело 1.994 становника. Посједује регионалну шифру (AGS) 9572139.

## Географски и демографски подаци
Лонерштат се налази у савезној држави Баварска у округу Ерланген-Хехштат. Град се налази на надморској висини од 288 метара. Површина општине износи 22,7 km². У самом граду је, према процјени из 2010. године, живјело 1.994 становника. Просјечна густина становништва износи 88 становника/km².